# جورج روبرتسون
جورج روبرتسون (بالإنجليزية: George Robertson)‏ (20 أبريل 1930 المملكة المتحدة - 1 يناير 2003 بليموث المملكة المتحدة) هو لاعب كرة قدم بريطاني سابق كان يلعب كمدافع.